# Haplogrupo CF
ˈEl haplogrupo CF o CF(xDE) (marcador P143), es un haplogrupo Y-humano importante en el proceso de colonización de Eurasia por los humanos modernos, los cuales se orginaron en África y en conforman la gran mayoría de la población actual. Desciende de CT y sus descendientes son los haplogrupos C y F.

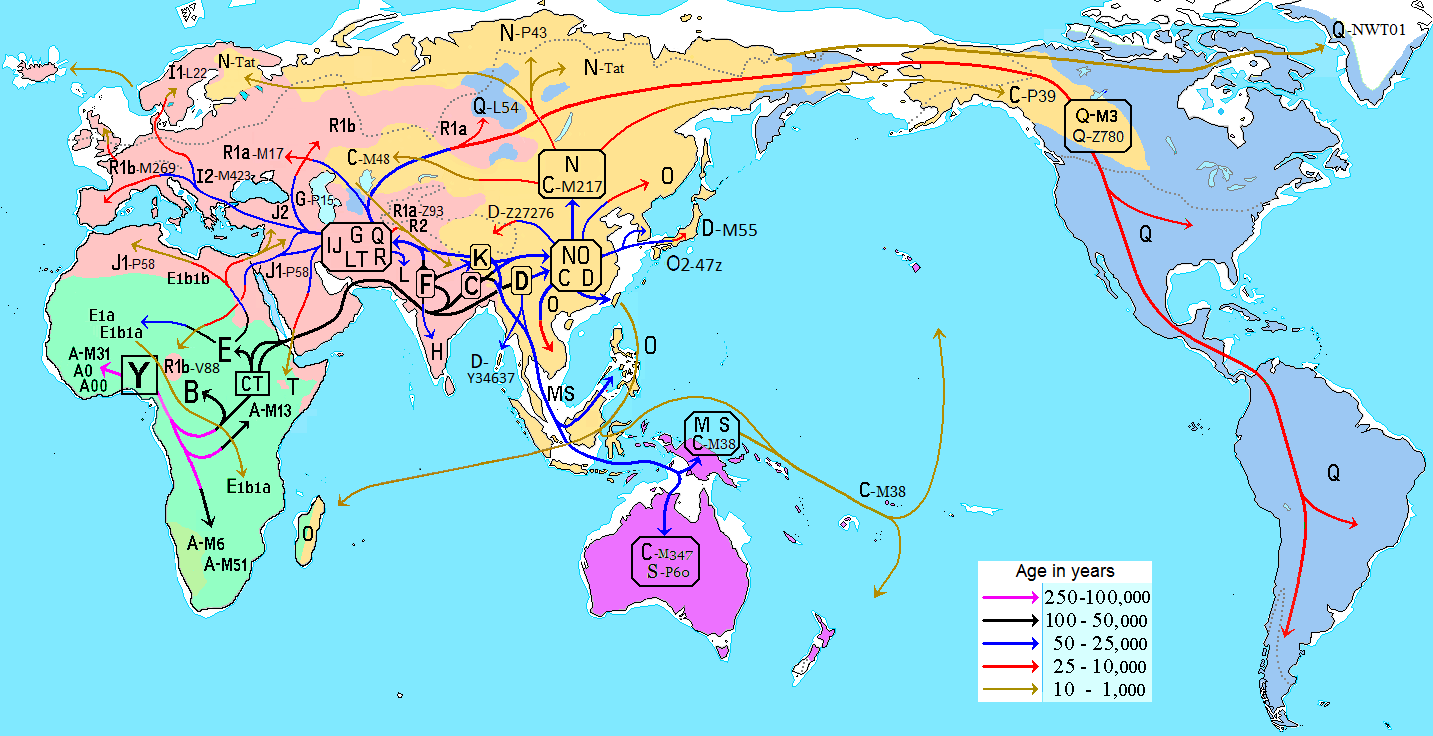
El centro de expansión más importante para los haplogrupos C y F se habría dado en el subcontinente indio.

## Origen
Tiene una antigüedad de unos 68 000 años y aunque el lugar de origen no es posible de precisar, por analogía con los estudios genéticos matrilineales del ADN mitocondrial se puede esperar que haya aparecido en algún lugar entre el Cercano Oriente y el Sur de Asia según la teoría de la migración costera. 
Inicialmente se pensó que la migración fuera de África implicaba una trifurcación del haplogrupo CT en C, DE y F, hasta el descubrimiento de la mutación P143 que define a CF.

## Clados
El haplogrupo CF (o C,F) (P143/PF2587, CFPF2723/M3727) se divide en dos:

### C
Haplogrupo C (M130/Page51/RPS4Y711, M216, P184, CTS4032) disperso en Asia y Oceanía
- C1 (F3393)
  - C1a (CTS11043)
    - C1a1, antes C1 (M8): poco en Japón.
    - C1a2, antes C6 (V20): poco en Europa, encontrado en restos de hace 30.000 años.

  - C1b (F1370)
    - C1b1 (K281) especialmente al Sur de Asia.
    - C1b2 (B477) típico de Oceaníaː aborígenes australianos y de las Islas del Pacífico.

- C2 (M217), antes C3 típico de Extremo Oriente.
  - C2a (L1373) muy importante en Asia Central y Siberia. típico en los amerindios na-dené en América del Norte
  - C2b (F1067) característico del Asia Oriental, llegando hasta Siberia.

### F
- Haplogrupo F (M89/PF274, M213/P137, M235, P14, P133, PF2621/F1320/M3657)
  - F1 en Sri Lanka
  - F3 en India
  - F-Y27277 en el Extremo Oriente
  - GHIJK
    - G en el Cercano Oriente y Cáucaso
    - HIJK
      - H principalmente en el Indostán
      - IJK
        - IJ extendido en Eurasia Occidental
        - K predominante en todo Eurasia, extendiémdose hacia Oceanía y América

| Haplogrupos del cromosoma Y humano |                  |   |   |    |    |    |    |    |   |   |     |     |     |     |    |    |    |    |     |     |     |    |    |   |
|                                    | Adán cromosómico |   |   |    |    |    |    |    |   |   |     |     |     |     |    |    |    |    |     |     |     |    |    |   |
|                                    | A                |   |   |    |    |    |    |    |   |   |     |     |     |     |    |    |    |    |     |     |     |    |    |   |
|                                    |                  |   |   | BT |    |    |    |    |   |   |     |     |     |     |    |    |    |    |     |     |     |    |    |   |
|                                    |                  | B | B | B  | CT | CT |    |    |   |   |     |     |     |     |    |    |    |    |     |     |     |    |    |   |
|                                    |                  |   |   | DE | DE | CF | CF | CF |   |   |     |     |     |     |    |    |    |    |     |     |     |    |    |   |
|                                    |                  |   | D | E  |    | C  | C  | F  | F | F |     |     |     |     |    |    |    |    |     |     |     |    |    |   |
|                                    |                  |   |   |    | C1 | C2 |    | G  | H | H | IJK | IJK | IJK | IJK |    |    |    |    |     |     |     |    |    |   |
|                                    |                  |   |   |    |    |    |    |    |   |   | IJ  | K   | K   | K   | K  | K  | K  |    |     |     |     |    |    |   |
|                                    |                  |   |   |    |    |    |    |    |   | I | J   |     |     | LT  | K2 | K2 | K2 | K2 | K2  | K2  |     |    |    |   |
|                                    |                  |   |   |    |    |    |    |    |   |   |     |     | L   | T   |    | MS | MS | MS | MS  | P   | P   | P  | NO |   |
|                                    |                  |   |   |    |    |    |    |    |   |   |     |     |     |     |    | M  | S  |    | Q   | R   | R   |    | N  | O |
|                                    |                  |   |   |    |    |    |    |    |   |   |     |     |     |     |    |    |    |    |     | R1  | R1  | R2 |    |   |
|                                    |                  |   |   |    |    |    |    |    |   |   |     |     |     |     |    |    |    |    | R1a | R1a | R1b |    |    |   |
|                                    |                  |   |   |    |    |    |    |    |   |   |     |     |     |     |    |    |    |    |     |     |     |    |    |   |